# Georges Tessier (historien)
Pour les articles homonymes, voir Georges Tessier (homonymie) et Tessier.
Georges Ernest Prosper Marie Tessier, né à Paris le 22 avril 1891, mort à Valenton (Seine-et-Oise) le 7 décembre 1967, est un historien français.

## Biographie
En 1923, diplômé archiviste-paléographe de l'École nationale des chartes et élève diplômé École pratique des hautes études, il devient membre de l'École française de Rome puis est nommé aux Archives nationales, poste qu'il occupe jusqu'en 1927.
En 1927, il devient secrétaire de l’École des chartes. En 1930, il y est nommé professeur de diplomatique, poste qu'il occupe jusqu'à son départ en retraite, en 1961. De 1941 à 1946, il y enseigne également l'histoire du droit civil et du droit canonique, comme suppléant de Roger Grand. De 1949 à 1961, il est secrétaire de rédaction de la Bibliothèque de l'École des chartes.
Le 12 juin 1953, il est élu membre ordinaire de l’Académie des inscriptions et belles-lettres, au fauteuil d’Abel Lefranc. Président de l'Académie en 1962, il devient son secrétaire perpétuel en 1964, fonction qu'il exerce jusqu'à sa mort, en 1967.

## Œuvres
- Le Baptême de Clovis, Paris, Gallimard, 1964.
- La Diplomatique, Paris, Presses universitaires de France, 1966.

## Décorations
- Officier de la Légion d'honneur (1959)[1]
- Commandeur de l’Ordre des Palmes académiques